# Михаловка (Рогачёвский район)
Михаловка (бел. Мі́халаўка) — упразднённый посёлок в Рогачёвском районе Гомельской области Белоруссии. В составе Журавичского сельсовета.
Ныне урочище Михаловка (Михайловка).

## География
Ближайшие населённые пункты Драгунск, Блюев, Прилеповка и др.

## История
29 июня 1957 года населённые пункты Драгунск, Михаловка, Блюев и Прилеповка — из состава Великозимницкого сельского Совета Быховского района Могилёвской области перечислены в состав Журавичского сельского Совета Рогачёвского района Гомельской области.
В 1977 году жители посёлка Михаловка переселились в соседний посёлок Блюев.
24 августа 1977 года посёлок Михаловка упразднён.